# Cortinicara
Cortinicara är ett släkte av skalbaggar som beskrevs av Johnson 1975. Cortinicara ingår i familjen mögelbaggar.
Släktet innehåller bara arten Cortinicara gibbosa.

## Bildgalleri

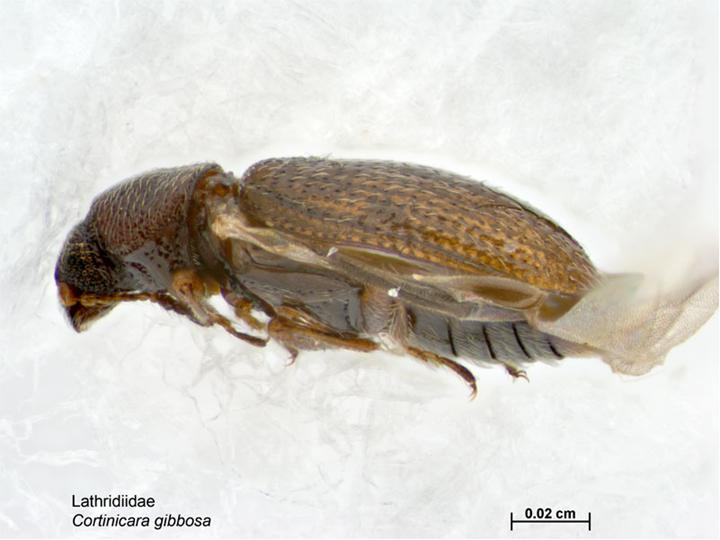
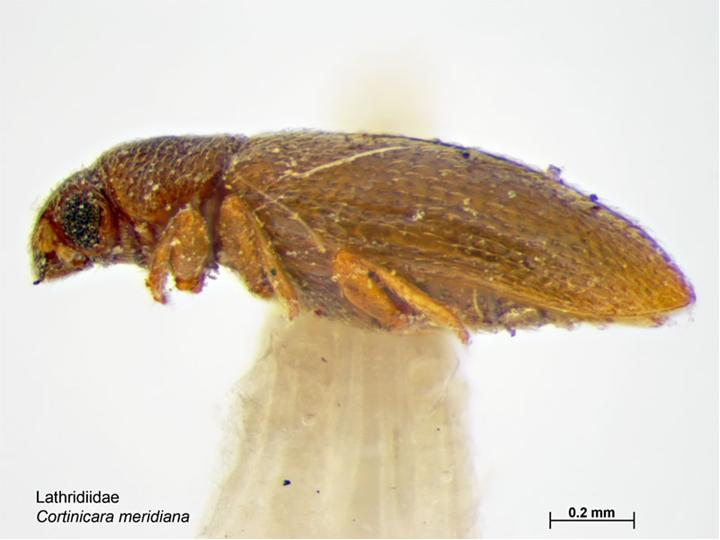